# Erateina staudingeri
Erateina staudingeri är en fjärilsart som beskrevs av Pieter Cornelius Tobias Snellen 1878. Erateina staudingeri ingår i släktet Erateina och familjen mätare. Inga underarter finns listade i Catalogue of Life.